# هاردي ريتشاردسون
هاردي ريتشاردسون (بالإنجليزية: Hardy Richardson)‏ هو لاعب كرة قاعدة أمريكي، ولد في 21 أبريل 1855 في Clarksboro, New Jersey ‏ في الولايات المتحدة، وتوفي في 14 يناير 1931 في أوتيكا في الولايات المتحدة.

## وصلات خارجية
- هاردي ريتشاردسون على موقعبيزبول رفرنس.كوم (الدوري الرئيسي) (الإنجليزية)